# Escapade (canción)
«Escapade» es una canción de la cantante estadounidense Janet Jackson de su cuarto álbum de estudio Janet Jackson's Rhythm Nation 1814 (1989). Fue escrito y producido por Jackson, Jimmy Jam y Terry Lewis. La canción fue lanzada el 8 de enero de 1990 por A&M Records como el tercer sencillo de Janet Jackson's Rhythm Nation 1814. «Escapade» fue lanzado después del icónico sencillo «Rhythm Nation» de Jackson y se convirtió en el tercero de los siete sencillos históricos lanzados del álbum, alcanzando el primer puesto.